# Correspondance chiffrée de Charles Quint
La correspondance chiffrée de Charles Quint est un ensemble de lettres rédigées par l'empereur du Saint-Empire, ou ses secrétaires, présentant un passage ou la totalité de son message chiffré et échangées avec Jean de Saint-Mauris, son ambassadeur à la cour de France. Cette correspondance, majoritairement conservée à Vienne (Österreichische Staatsarchiv) et à Besançon (Bibliothèque municipale) s'inscrit dans le contexte de la seconde moitié des guerres d'Italie (première moitié du XVIe siècle), opposant notamment Charles Quint et François Ier, afin de dissimuler des informations stratégiques à tout autre personne que son destinataire muni de la table de chiffrement.
Dans les années 1930, le chercheur allemand Franz Stix a compilé et publié 24 clés utilisées par la chancellerie impériale de Charles Quint, dont le chiffre utilisé par Saint-Mauris. L'historien anglais David Potter a également reconstitué, en 1973, une partie de la table de chiffrement sur la base de ses recherches sur les lettres de Saint-Mauris conservées à Vienne. Une troisième reconstitution a été réalisée en 2022 par le cryptographe japonais Satoshi Tomokiyo à partir de lettres conservées à Madrid. Enfin, une équipe française regroupant experts en cryptographie et historiens (Cécile Pierrot, Camille Desenclos, Pierrick Gaudry et Paul Zimmermann) ont également reconstitué cette table de chiffrement en 2022 après la découverte à Nancy d'une lettre de Charles Quint à son ambassadeur et travaillent à une reconstitution complète de la table (recoupant les lettres conservées à Vienne, Madrid, Bruxelles, Besançon et Nancy).

## Redécouverte en 2022 d'une lettre chiffrée de Charles Quint à Jean de Saint-Mauris
La lettre comprend 4 feuillets, d'environ 70 lignes. Elle compte 3 sections en clair, rédigées en alphabet romain et en moyen français, entrecoupées de passages chiffrés au moyen de 120 caractères différents. Elle est datée du 22 février 1547.
Cette lettre est conservée à la Bibliothèque Stanislas de Nancy.
Le destinataire de la lettre est Jean de Saint-Mauris, alors ambassadeur de Charles Quint auprès du roi de France, François Ier, depuis 1544. D'origine franc-comtoise, Saint-Mauris est apparenté, par sa femme, à la puissante famille de Perrenot de Granvelle dont son principal représentant, Antoine Perrenot de Granvelle, est secrétaire d’État pour le Saint-Empire et principal conseiller de Charles Quint. Plusieurs lettres chiffrées adressées par Granvelle à Saint-Mauris peuvent par ailleurs être trouvées à la bibliothèque municipale de Besançon.

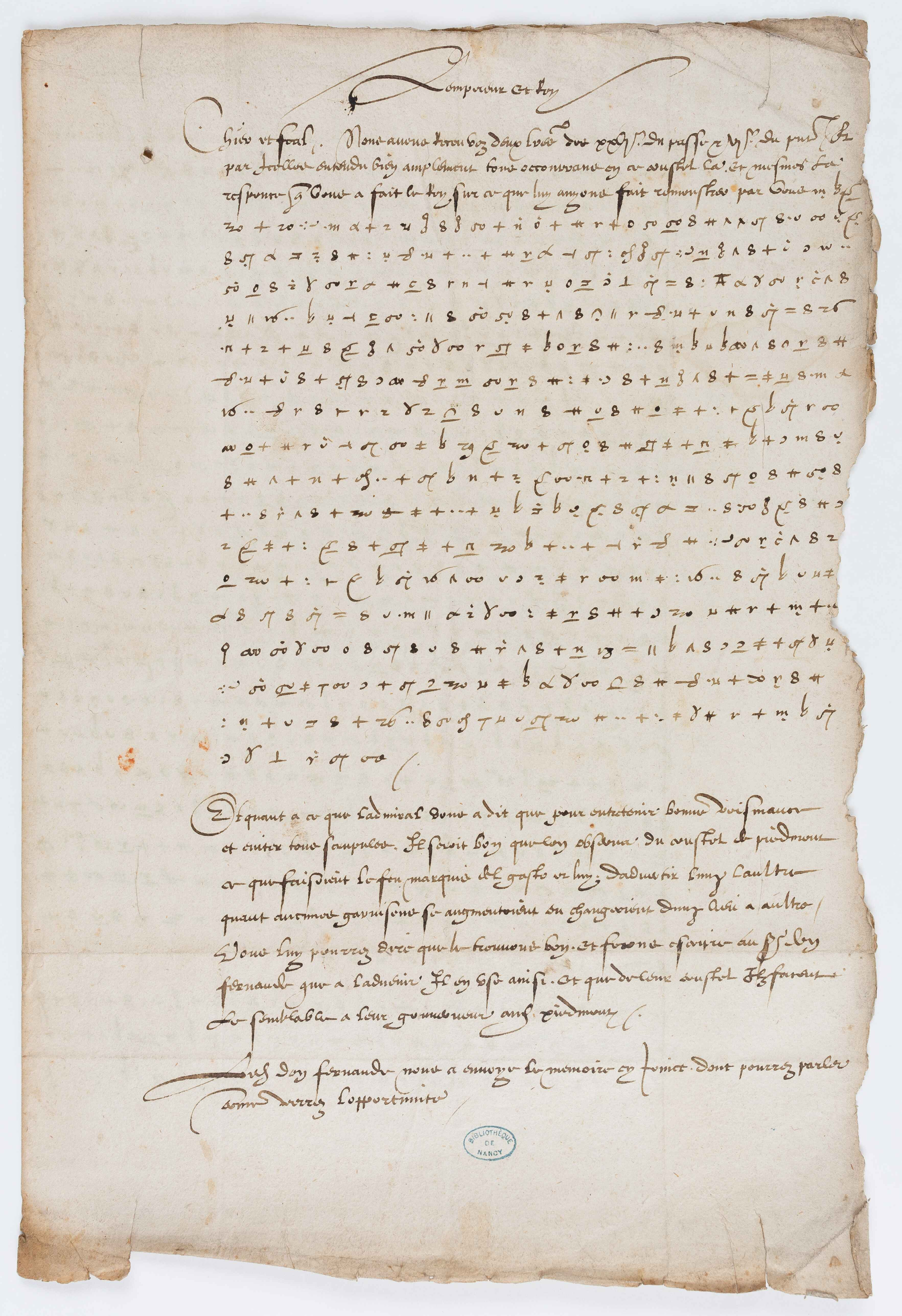
'Page d'en-tête d'une lettre de Charles Quint à l'ambassadeur de France Saint-Mauris'.

### Contexte historique
Depuis le début du XVIe siècle, l'utilisation de lettres chiffrées est courante au sein des diplomaties européennes. Dans le cadre de la correspondance entre Charles Quint et son ambassadeur, le besoin de protéger le contenu des lettres est renforcé à la fois par le contexte des guerres d'Italie opposant, principalement, les rois de France et d'Espagne, et par la guerre de la ligue de Smalkade, dirigée par Jean-Frédéric de Saxe et opposant les princes luthériens du Saint-Empire à Charles Quint. Les tensions politiques et diplomatiques se jouant en Europe durant ces décennies obligent ainsi le monarque à communiquer, presque systématiquement, de façon chiffrée pour empêcher ses opposants, messagers ou tout intermédiaire de décrypter ses messages.
La lettre conservée à Nancy répond à une précédente missive datée du 6 février 1547 envoyé par Saint-Mauris à Charles Quint pour lui faire part de ses efforts auprès de François Ier pour le convaincre que l'empereur souhaite respecter la trêve de Crépy-en-Laonnois signée le 18 septembre 1544. Bien que François Ier ne puisse engager un nouveau conflit d'importance par manque de moyens financiers, les tensions entre les deux souverains perdurent et s'incarnent notamment dans un rapprochement opéré entre le roi de France et Henri VIII d'Angleterre par un soutien à la ligue de Smalkade. Cependant, quelques semaines avant l'envoi de la lettre à Saint-Mauris, le roi d'Angleterre Henri VIII décède et son fils et héritier Édouard VI n'est âgé que 9 ans; les négociations avec le roi de France pourraient ainsi être remises en cause.

### Contenu déchiffré
Le déchiffrement opéré par l'équipe de recherche française révèle que Charles Quint s'inquiète alors de tentatives possibles d'assassinat contre sa personne, notamment une orchestrée par Pierre Strozzi, futur maréchal de France. Cette rumeur sera démentie par l'ambassadeur dans sa lettre suivante. Charles Quint indique en outre vouloir maintenir la paix avec François Ier  et fait part de ses craintes quant à une assistance, française et/ou anglaise, en faveur de la ligue des princes luthériens de Smalkade dont il peine à combattre la rébellion. La mort d'Henri VIII d'Angleterre, ayant eu lieu quelques semaines avant, est aussi évoquée. Il charge son ambassadeur à la cour de France de se tenir au courant des réactions françaises et des répercussions sur les négociations en cours. Charles Quint craint une poursuite du rapprochement opéré depuis le traité d'Ardres en 1546.

## Méthode de chiffrement
La méthode utilisée par Charles Quint et son ambassadeur Jean de Saint Mauris est dérivée d'un classique de l'époque : il s'agit d'un chiffrement homophonique avec une petite nomenclature[Quoi ?]. Cela signifie qu'elle s'appuie sur une table de substitution (clé de chiffrement) dans laquelle chaque lettre de l'alphabet peut être chiffrée par plusieurs symboles différents (les homophones). La table présente une petite dizaine de mots (des titres, des mots courants) pour lesquels on peut les représenter non pas en les épelant, mais à l'aide d'un seul symbole. Cette liste de mots qui peuvent se traduire par un seul symbole s'appelle le nomenclateur, ou la nomenclature. Egalement marqueur de son époque, il existe des symboles nuls, c'est-à-dire des symboles qui sont présents pour brouiller les effets de statistique, et qui n'ont aucune signification : ni même ponctuation, ni espace. Ces symboles sont au nombre de 9 dans la lettre de Charles Quint conservée à Nancy, mais un plus grand nombre de tels symboles existaient très certainement dans la table originale, comme en témoigne la présence d'autres symboles nuls dans les lettres de la bibliothèque de  Besançon. 
L'originalité du chiffrement de Charles Quint consiste en le découpage privilégié des mots à chiffrer par bigramme. Plutôt que d'épeler les mots et de les chiffrer lettre à lettre, il semble que le chiffrement s'effectue de gauche à droite selon les règles suivantes :
- si la lettre à chiffrer est une voyelle, utiliser au choix l'un des deux symboles "simples" de la table
- si la lettre à chiffrer est une consonne, regarder la lettre suivante
  - lorsque la lettre suivante est une consonne, chiffrer simplement la première consonne avec son symbole "simple"
  - lorsque la lettre qui suit est une voyelle, chiffrer le bigramme "consonne-voyelle" de la manière suivante : la consonne est chiffrée avec son symbole "complexe", auquel s'ajoute la diacritique qui correspond à la voyelle.

Ainsi le A qui suit une consonne sera chiffré par un point en dessous de cette consonne chiffrée, le I par un point au dessus, le O par un trait large en dessous, et le U par un point à gauche de la consonne chiffré (inversion du sens de lecture). Le E, quant à lui, disparait purement et simplement lorsqu'il suit une consonne. Par exemple le mot NE en clair devient un rond "o" en chiffré tandis que la syllabe DU est cryptée par un U (qui chiffre la consonne D) précédé d'un point. On note en outre que certaines lettres associées couramment ensemble, comme les caractères Q et U sont dissimulés par un seul caractère complexe, de sorte que le mot QUE est chiffré par le caractère "z".
La particularité de faire disparaitre un grand nombre de lettres E dans le chiffrement utilisé par Charles Quint a très certainement été mise en place pour rendre le système plus robuste à l'ennemi qui ne détient pas cette information : en effet, comme il s'agit de la lettre la plus utilisée de la langue française, même au XVI° siècle, toute cryptanalyse commence par tenter de retrouver le ou les symboles qui chiffrent cette lettre. Cette méthode d'attaque est alors vouée à l'échec, car la grande majorité des E, une fois chiffrés, ont disparu du texte.

### Clé dechiffrement
|                                 | A    | B    | C    | D    | E     | F     | G     | H               | I               | J               | L               | M               | N               | O               | P               | Q                  | R                  | S                  | T                  | U                  | V                  | X                  | Y                  | Z                  |                    |
| ------------------------------- | ---- | ---- | ---- | ---- | ----- | ----- | ----- | --------------- | --------------- | --------------- | --------------- | --------------- | --------------- | --------------- | --------------- | ------------------ | ------------------ | ------------------ | ------------------ | ------------------ | ------------------ | ------------------ | ------------------ | ------------------ | ------------------ |
| symboles simples                |      |      |      |      |       |       |       |                 |                 |                 |                 |                 |                 |                 |                 |                    |                    |                    |                    |                    |                    |                    |                    |                    |                    |
|                                 |      |      |      |      |       |       |       |                 |                 |                 |                 |                 |                 |                 |                 |                    |                    |                    |                    |                    |                    |                    |                    |                    |                    |
| symboles complexes              |      |      |      |      |       |       |       |                 |                 |                 |                 |                 |                 |                 |                 | (qu)               |                    |                    |                    |                    |                    |                    |                    |                    |                    |
| voyelles                        |      |      |      |      |       |       |       |                 |                 |                 |                 |                 |                 |                 |                 |                    |                    |                    |                    |                    |                    |                    |                    |                    |                    |
| doublement                      |      |      |      |      |       |       |       |                 |                 |                 |                 |                 |                 |                 |                 |                    |                    |                    |                    |                    |                    |                    |                    |                    |                    |
| symboles nuls                   |      |      |      |      |       |       |       |                 |                 |                 |                 |                 |                 |                 |                 |                    |                    |                    |                    |                    |                    |                    |                    |                    |                    |
| symboles pour mots et personnes | et - | et - | et - | et - | con - | con - | con - | roi de France - | roi de France - | roi de France - | roi de France - | roi de Bohème - | roi de Bohème - | roi de Bohème - | roi de Bohème - | roi d'Angleterre - | roi d'Angleterre - | roi d'Angleterre - | roi d'Angleterre - | Marie de Hongrie - | Marie de Hongrie - | Marie de Hongrie - | Marie de Hongrie - | Marie de Hongrie - | Marie de Hongrie - |

Un déchiffrement partiel de la lettre est possible grâce à la clé reconstituée par Franz Stix d'après des recherches dans les archives de la maison de Habsbourg à Vienne (Archives d'État autrichiennes). Cette première reconstitution ne permettait cependant pas de comprendre la structure de la clef, les règles de chiffrement avec les diacritiques, et certains éléments étaient absents, comme le nomenclateur.
D'autres missives chiffrées et adressées à Jean de Saint-Mauris, dont 17 lettres de Charles Quint, sont conservées à la Bibliothèque municipale de Besançon. Celles-ci sont chiffrées avec la même clé que la lettre du 22 février 1547 et comportent en outre une transcription d'une partie du message chiffré dans leur marge, ce qui a permis à l'équipe de recherche française de reconstituer une importante partie de la table, et notamment son nomenclateur.